# Вен Веньхао
Вен Веньхао (спрощ.: 翁文灏; кит. трад.: 翁文灝; піньїнь: Wēng Wénhào; 26 липня 1889 — 27 січня 1971) — китайський геолог, освітянин і політик, перший голова уряду Республіки Китай.

## Життєпис
Народився в родині успішного бізнесмена. У 13-річному віці здобув звання «вправний письменник» на державних іспитах. Згодом він поїхав до Шанхая, де вступив до франкомовної католицької школи.
1912 року в Левенському католицькому університеті здобув докторський ступінь з геології, ставши першим китайцем, хто отримав подібний ступінь в західному виші.
Повернувшись на батьківщину, отримав посаду міністра гірничої промисловості, сільського господарства й торгівлі в Бейянському уряді. В той же період читав лекції та був професором Національного дослідницького географічного інституту. Разом із Дін Веньцзяном заснував Національний геологічний огляд. Також він був професором геології в університетах Пекіна та Цінхуа. В липні 1931 року почав виконувати обов'язки президента університету Цінхуа.
За часів мілітаристського періоду обіймав посади генерального секретаря Виконавчого Юаня (13 грудня 1935 — 9 вересня 1937), міністра промисловості (до 1 січня 1938), міністра освіти (28 жовтня 1932 — 21 квітня 1933) й міністра економіки (1 січня 1938—1947). На запрошення Чан Кайші став першим головою Виконавчого Юаня (25 травня — 26 листопада 1948).
Після проголошення КНР став членом Китайської академії наук.
Після громадянської війни переїхав до Пекіна, де отримав місце в Китайської народної політичної узгоджувальної ради. Під час Культурної революції перебував під особливим захистом Чжоу Еньлая.
Помер 1971 року в Пекіні.

## Основні праці
- Дослідження землетрусів у провінції Ганьсу (《甘肃地震考》)
- Короткий звіт про мінерали Китаю (《中国矿产志略》)
- Літературна колекція Чжуйчжі (《椎指集》)
- Пам'яті пана Дін Цзайцзюня (《追悼丁在君先生》)
- Землетрус (《地震》)
- Перший звіт про китайську гірничу промисловість (《第一次中国矿业纪要》)
- Палеозойські викопні рослини в середній частині провінції Шаньсі (《山西中部古生代植物化石》)
- Елементарний вступ до землетрусів (《地震浅说》)
- Лекції з геології (《地质学讲义》)